# Самогипноз
Самогипноз или автогипноз — разновидность гипнотического внушения, способ или результат "самоиндукции гипноза", обычно использующийся для самовнушений. Нередко используется лицами, долго лечившимися гипнозом.

## История

### Джеймс Брейд
Англоязычный термин «гипноз» был представлен в 1841 году шотландским врачом и хирургом Джеймсом Брейдом. По словам Брейда, он впервые применил «самогипнотизм» (как он называл) через два года после открытия гипноза, сначала обучая ему своих клиентов, прежде чем использовать его на себе: «Мои первые эксперименты по этому вопросу [то есть самогипнозу] были проведены в присутствии некоторых друзей 1 мая 1843 года и в последующие дни. Я считаю, что это были первые эксперименты такого рода, которые когда-либо были опробованы, и они дали результат в каждом случае, над которым я работал.»
В более поздней работе «Наблюдения за трансом или человеческой гибернацией» (1850) Брейд, вероятно, дает первый отчет о самогипнозе от кого-то, использующего самогипноз на себе.

### Эмиль Куэ
Эмиль Куэ был одной из самых влиятельных фигур в последующем развитии самогипноза. Его метод «сознательного самовнушения» стал всемирно известной системой самопомощи в начале XX века. Хотя Куэ дистанцировался от концепции «гипноза», он иногда ссылался на то, что он делал как самогипноз, как это делали и его последователи, например Чарльз Бодуин. Современные гипнотерапевты рассматривают наследие французского аптекаря и психотерапевта Эмиля Куэ как относящееся к своей собственной области.

## Применение
Самогипноз широко используется в современной гипнотерапии. Он может принимать форму гипноза, вхождение в который осуществляется по уже заученному с гипнотерапевтом шаблону. Гипноз может помочь в контроле над болью, тревожности, при депрессии, нарушениях сна, ожирении, астме и кожных заболеваниях. При полном овладении самогипнозом появляется возможность улучшить концентрацию, память, расширить возможности в разрешении проблем, облегчить головные боли и даже улучшить контроль над эмоциями.

### Основные шаги для самоиндукции гипнотического транса
Для самогипноза требуется четыре различных навыка.
1. Мотивация. Без надлежащей мотивации человеку будет очень трудно практиковать самогипноз.
2. Расслабление. Человек должен быть полностью расслаблен и должен выделить время для практики. Кроме того, отвлекающие факторы должны быть устранены, поскольку требуется полное внимание.
3. Концентрация. Индивидуум должен полностью сосредоточиться, поскольку прогресс достигается только при фокусировании сознания на одном образе.
4. Направление. Этот параметр используется только в том случае, если человек хочет работать над определённой задачей. Человек должен удерживать свою концентрацию на визуализации желаемого результата.[11]

### Аутогенная тренировка
Аутогенная тренировка — это техника расслабления, разработанная немецким психиатром Иоганном Шульцем и впервые опубликованная в 1932 году. Шульц основывал свой подход на работе немецкого гипнотизера Оскара Фогта. Методика включает поэтапное продвижение от контроля над физиологическими процессами, такими как тонус мышц, частота дыхания и сердечных сокращений, к контролю над психикой посредством управления мысленными образами, звукотерапией и тому подобным.

### Самогипноз и стресс
Пациентов, которые испытывают стресс и / или у которых низкая самооценка, можно научить самогипнотическим приёмам, с помощью которых те смогут расслабиться и / или упрочить самооценку. В частности, когда пациент находится в самогипнотическом состоянии, терапевт может индуцировать процессы релаксации и укрепления самооценки посредством голосовых команд.
При обучении самогипнозу пациенту следует указать определённое слово или фразу для повторения. Только при наличии желания войти в гипнотический транс повторение кодовой фразы возымеет эффект.:114
Кроме того, поскольку стресс препятствует эффективному функционированию иммунной системы, исследователи из университета штата Огайо пришли к выводу, что самогипноз для предотвращения стресса также может помочь в защите иммунной системы от негативных последствий последнего. Они доказали это, показывая, что учащиеся, которые использовали самогипноз во время экзаменов, имели более сильную иммунную систему по сравнению с теми, кто не изучил технику использования этого явления.

### Родовая анестезия
Самогипноз может помочь беременным женщинам накануне и во время родов (роженицам) облегчить их боль. В СССР вопросами родовой анестезии с помощью самовнушения В 1960 - 1983 гг. занимался И. З. Вельвовский.
Джозеф Дели, акушер-гинеколог, заявил в начале XX века, что гипноз является единственным безопасным обезболивающим при родах. Общие методы самогипноза включают:
1. Перчаточная анестезия: Притворяясь, что рука онемела, поместить её в болезненную область, чтобы удалить чувствительность и там.
2. Искажение времени: Воспринимать периоды времени, сопровождаемые болью, как более короткие, а безболезненные — как более длинные.
3. Трансформация воображением: Рассмотрение боли как неопасного, приемлемого ощущения (возможно, просто давления), которое не вызывает проблем.

## Исследование
Рассматривая результаты трёх предыдущих исследований в этой области, Джон Ф. Кихстром пришёл к выводу: 
«Сравнение самогипноза с более традиционным „гетеро“-гипнозом показывает, что они сильно взаимосвязаны».
В то же время Кихстром задаётся вопросом, какова качественная разница между самогипнозом и классическим гипнозом.